# Bombo (Republik Kongo)
Der Bombo ist ein Berg der Republik Kongo. Er erreicht eine Höhe von 752 m.

## Geographie
Der Berg befindet sich im kongolesischen Departement Niari. Er liegt im äußersten Osten des Departements zusammen mit Moukasou und Bende-Bende. Die nächste größere Stadt ist Madimba (Kitidi-Tounga) im Departement Bouenza im Osten.
An seiner Südflanke entspringen zahlreiche Quellflüsse des Mukumbu.